# 白浜 (田原市)
白浜（しらはま）は、愛知県田原市の地名。丁番を持たない単独町名である。当地域の人口は0世帯・0人（2015年10月1日現在、国勢調査による）。

## 地理
旧田原町北部に位置する。東・西・北は渥美湾、南は白谷町に接する。隣接する白谷町に所在する姫島漁港の東側堤防の手前を埋め立てし、造成された土地。臨海工業用地として期待されるが、漁港の荷揚場および倉庫の用地として使用されている。

## 歴史

### 地名の由来
隣接する白谷および片浜の合成地名である。

### 沿革
- 1980年（昭和55年） - 公有水面埋立地造成に伴い成立した[1]。

## 学区
市立小・中学校に通う場合、学区は以下の通りとなる。また、公立高等学校に通う場合の学区は以下の通りとなる。
| 番・番地等 | 小学校             | 中学校             | 高等学校 |
| ---------- | ------------------ | ------------------ | -------- |
| 全域       | 田原市立童浦小学校 | 田原市立田原中学校 | 三河学区 |

## 施設
当地は愛知県企業庁が工業団地「田原4区」として造成・分譲を行っている。分譲地は200ヘクタールを超えており、中部地区最大級の規模であるという。造成・分譲中ではあるが、既に以下の施設が事業を行っている。
- 東京製鐵田原工場

白浜2-1-3に所在。敷地面積は約100万平方メートルに及ぶ。2009年操業開始。
- たはらソーラー合同会社[9]

## その他

### 日本郵便
- 郵便番号 : 441-3436[4]（集配局：田原郵便局[11]）。